# Жанааркинський район
Жанаа́ркинський район (каз. Жаңаарқа ауданы, рос. Жанааркинский район) — адміністративна одиниця у складі Улитауської області Казахстану. Адміністративний центр — селище Жанаарка.

## Історія
Утворений 1928 року як Асан-Кайгинський район, 1929 року перейменований в Жана-Аркинський.
10 березня 1932 року район увійшов до складу новоствореної Карагандинської області, центром було село Атасу.
4 липня 1934 року район передано до складу відновленого Каркаралінського округу.

## Населення
Населення — 31048 осіб (2021; 30818 у 2009, 32184 у 1999, 39233 у 1989).

## Склад
До складу району входять 27 сільських округів та 3 селищних адміністрації:
| Поселення                                 | Площа, км² | Населення, осіб (1989) | Населення, осіб (1999) | Населення, осіб (2009) | Населення, осіб (2021) | Центр                     | Населені пункти |
| ----------------------------------------- | ---------- | ---------------------- | ---------------------- | ---------------------- | ---------------------- | ------------------------- | --------------- |
| Жанааркинська селищна адміністрація       | 163,17     | 16007                  | 14281                  | 14265                  | 17420                  | Жанаарка                  | 1               |
| Кизилжарська селищна адміністрація        | 169,82     | 1539                   | 1530                   | 1620                   | 1439                   | Кизилжар                  | 1               |
| Айнабулацький сільський округ             | 1321,11    | 1098                   | 607                    | 381                    | 217                    | Айнабулак                 | 1               |
| Актауський сільський округ                | 84445,57   | 1801                   | 1250                   | 800                    | 519                    | Актау                     | 3               |
| Актубецький сільський округ               | 2181,99    | 2322                   | 1770                   | 1990                   | 1512                   | Актубек                   | 4               |
| Байдали-бійський сільський округ          | 570,60     | 1330                   | 1119                   | 965                    | 868                    | Атасу                     | 2               |
| Бідайицький сільський округ               | 444,42     | 2310                   | 1431                   | 1606                   | 1429                   | Бідайик                   | 4               |
| Єралієвський сільський округ              | 3298,41    | 2521                   | 2177                   | 2060                   | 1784                   | Єралієво                  | 5               |
| імені Мукажана Жумажанова сільський округ | 1716,16    | 1146                   | 854                    | 987                    | 811                    | імені Мукажана Жумажанова | 2               |
| Караагаський сільський округ              | 1153,90    | 1754                   | 1445                   | 1214                   | 916                    | Інтали                    | 2               |
| Оринбайський сільський округ              | 968,55     | 1369                   | 826                    | 705                    | 480                    | Оринбай                   | 2               |
| Сейфуллінський сільський округ            | 1907,44    | 1492                   | 1064                   | 998                    | 620                    | Інтимак                   | 2               |
| Талдибулацький сільський округ            | 907,55     | 1713                   | 1343                   | 1029                   | 764                    | Талдибулак                | 3               |
| Тогускенський сільський округ             | 15224,82   | 2831                   | 2487                   | 2198                   | 2269                   | Тогускен                  | 2               |

## Найбільші населені пункти
Населені пункти з чисельністю населення понад 1000 осіб:
| № | Населений пункт | Населення, осіб (1989) | Населення, осіб (1999) | Населення, осіб (2009) | Населення, осіб (2021) |
| - | --------------- | ---------------------- | ---------------------- | ---------------------- | ---------------------- |
| 1 | Жанаарка        | 16007                  | 14281                  | 14265                  | 17420                  |
| 2 | Тогускен        | 1770                   | 1559                   | 1882                   | 1758                   |
| 3 | Кизилжар        | 1539                   | 1530                   | 1620                   | 1439                   |
| 4 | Єралієво        | 1929                   | 1342                   | 1328                   | 1315                   |